# IF Industrie Forum Design

Logo des Forums

Die Auszeichnung iF Design Award des Industrie Forum Design ist ein Preis für Leistungen im Bereich Design, der seit 1954 jährlich verliehen wird. In den Anfangsjahren dem Produktdesign ausgewählter Erzeugnisse von Ausstellern der Hannover Messe vorbehalten, wird die Auszeichnung heute jährlich in den neun Disziplinen Produktdesign, Verpackungsdesign, Kommunikations- und Service-Design, Architektur und Innenarchitektur sowie User Experience (UX), User Interface (UI) und Professional Concept verliehen. Seit 2001 wird der Wettbewerb von der iF International Forum Design GmbH organisiert. Die Buchstaben iF stehen heute für „International Forum“.

## Geschichte

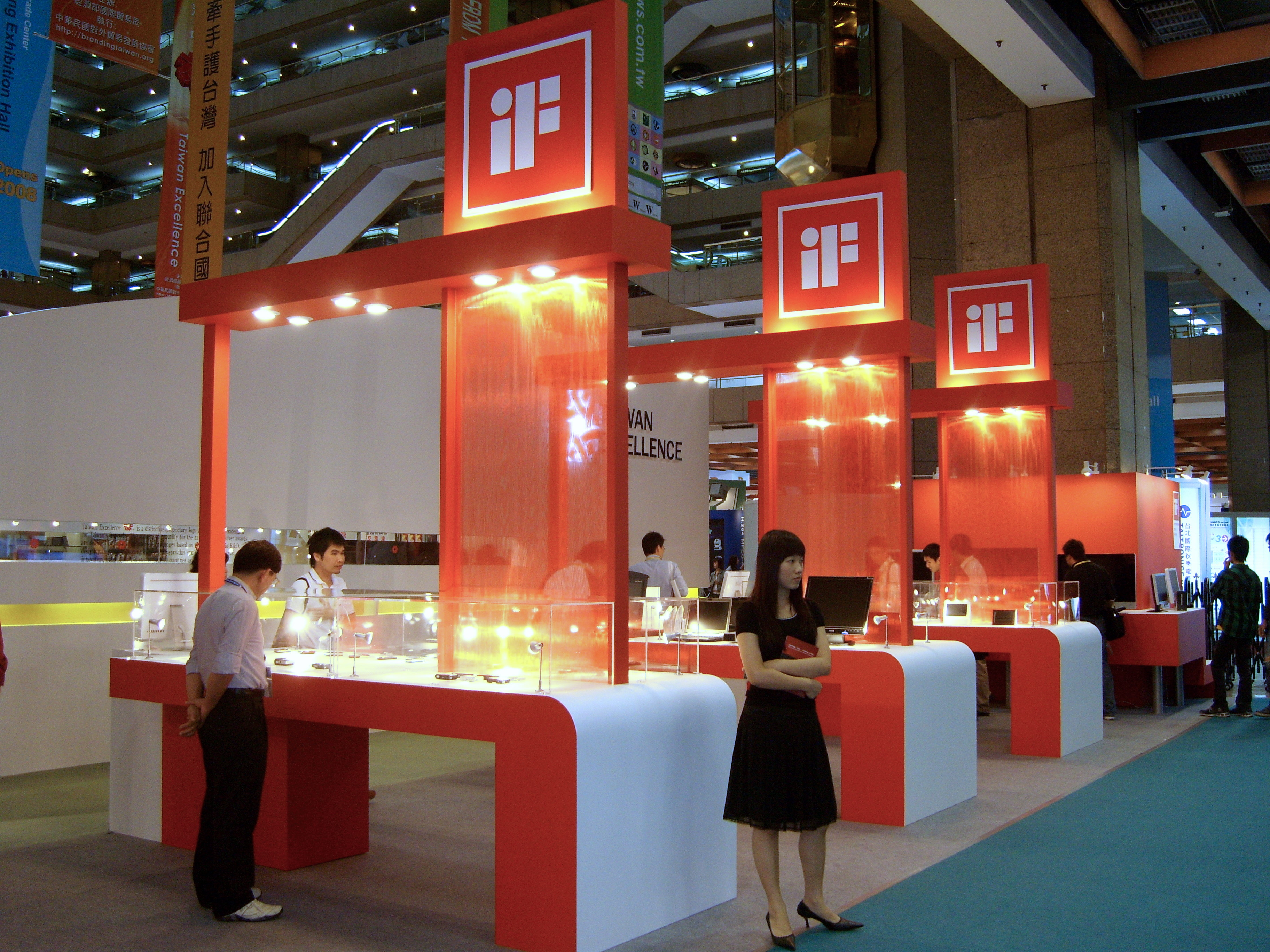
Ausstellung von iF bei der Taitronics 2007

1952 war in Hannover die Zentralstelle zur Förderung deutscher Wertarbeit e. V. entstanden, die fortan als Träger der jährlichen Sonderschauen auf der Hannover Messe fungierte. Erstmals gab es dann 1953 die „Sonderschau formgerechter Industrieerzeugnisse“ auf der Messe Hannover.
1959 wurde die Ausstellung programmatisch in „Die gute Industrieform“ umbenannt. Der Verein Die gute Industrieform e. V. wurde 1965 gegründet. Der Vorsitzende war Ernst Zietzschmann, der damals der Leiter der Werkkunstschule Hannover war.
Seit Anfang der 80er Jahre verstand sich iF als Forum, was 1990 in eine neue Namensgebung und ein neues Erscheinungsbild überführt wurde: iF stand seitdem für „Industrie Forum Design Hannover“ und der Abkehr von der engen Vorgabe der „Guten Industrieform“. 1983 wurde erstmals der iF corporate design award durchgeführt, der herausragende Leistungen im visuellen Erscheinungsbild eines Unternehmens würdigte.
Im Jahr 2001 wurde dann die iF International Design Forum GmbH aus dem Verein heraus gegründet. Sie übernimmt seitdem die Organisation der Wettbewerbe. Alleiniger Gesellschafter ist die 2018 gegründete gemeinnützige iF Design Foundation mit Sitz in Hannover, die den von 1965 bis 2018 bestehenden iF Industrie Forum Design e. V. ablöste. 2009 zählten mehr als 160 Unternehmen, Designagenturen und Einzelpersonen zu seinen Mitgliedern.

## iF Design Award

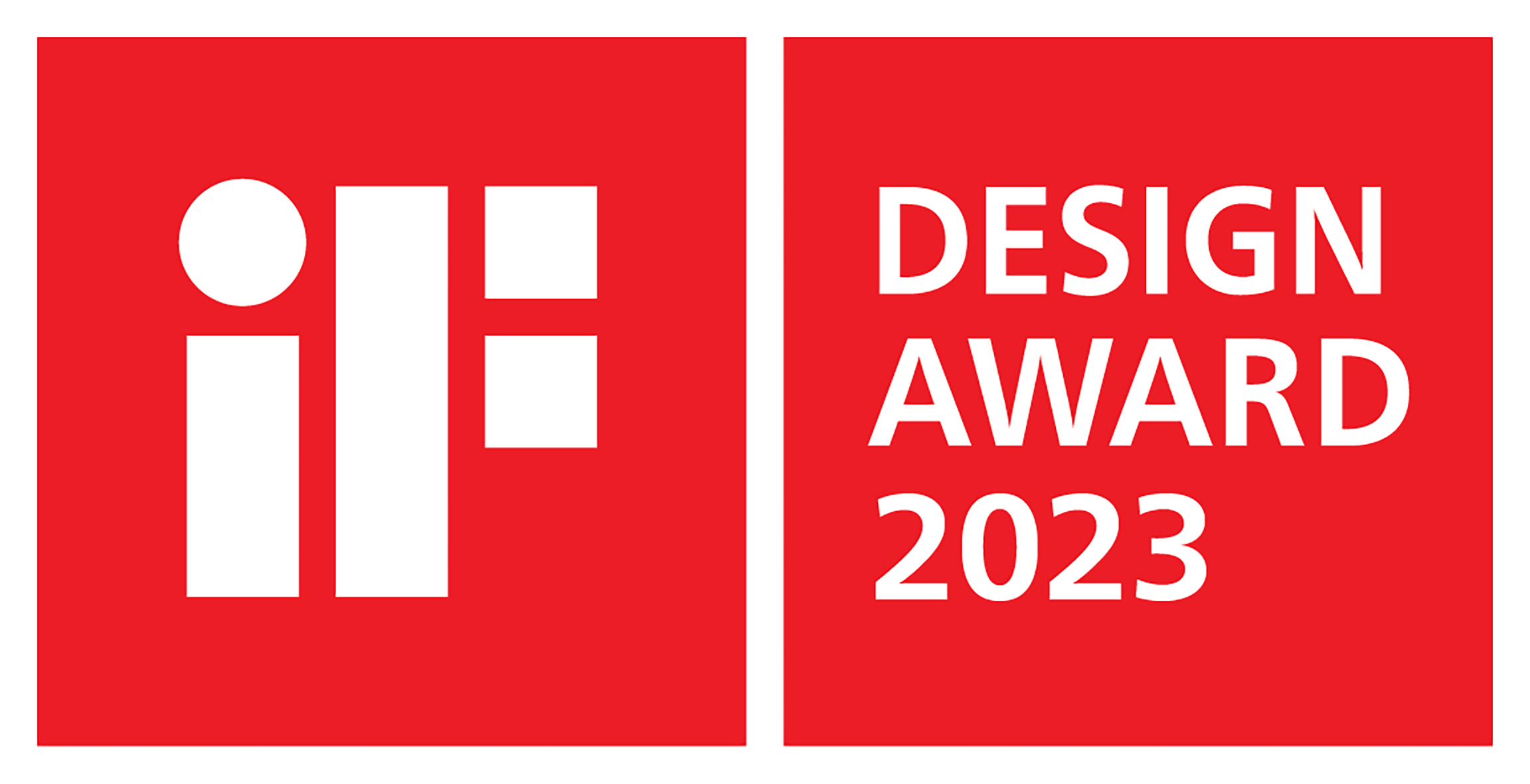
Das Logo des iF Design Award 2023

Die iF International Forum Design GmbH mit Sitz in Hannover zeichnet seit 1954 Designer und Hersteller mit dem iF Design Award aus. Bis in das Jahr 2014 war der Wettbewerb in die Einzelmarken iF product design award, iF packaging design award sowie iF communication design award aufgeteilt. Mit Beginn der Anmeldephase für den Wettbewerb 2015 wurden die Einzelmarken zu einer Auszeichnung zusammengefasst. Die Einreichungen müssen aber einer der fünf Disziplinen Product, Communication, Packaging, Interior Architecture und Professional Concept zugeordnet werden. Im Jahr 2014 wurden von insgesamt rund 4.600 Einreichungen die besten 75 Designs und Design-Konzepte mit dem iF gold award ausgezeichnet.
Im Jahr 2023, dem 70-jährigen Bestehen von iF Design, wurden fast 11.000 Produkt- und Projektinnovationen aus 56 Nationen zum iF Design Award mit insgesamt neun Designdisziplinen eingereicht, von denen die 75 herausragendsten Designleistungen von einer international besetzten Jury einen iF Design Award Gold erhielten.
Für Design-Studierende und -Absolventen wurde 2008 der iF concept design award ins Leben gerufen. Heute zeichnet er unter dem Namen iF Design Student Award jährlich Design-Konzepte nach Evaluation durch eine internationale Jury aus und vergibt Preisgelder.
2016 wurde erstmals der iF Public Value Award verliehen. Damit werden Projekte ausgezeichnet, die „zur Lösung drängender Fragen unserer Zeit“ beitragen „und damit die Gesellschaft voranbringen“.  2017 erfolgte die Umbenennung in iF Social Impact Prize, mit dessen Preisgeld weltweite soziale Projekte finanziell unterstützt und veröffentlicht werden.